# Walerian Radecki
Walerian Radecki herbu Godziemba (ur. ok. 17 grudnia 1675), ochrzczony w parafii Tomaszów Lubelski, syn Mikołaja Stefana Radeckiego i Teresy z Lipskich– starosta romanowski.
W 1715 roku był posłem województwa sandomierskiego do hetmana wielkiego koronnego. Konsyliarz województwa sandomierskiego w konfederacji tarnogrodzkiej 1715 roku.